# Cimitero Piscicelli
Il cimitero Piscicelli di Kamno (Camina) è uno dei tanti cimiteri di guerra che sorsero durante la Grande Guerra nelle primissime retrovie del fronte per seppellire i numerosissimi caduti che venivano portati a valle dalle alture soprastanti il paese dove correvano le prime linee e i soldati che morivano nelle sezioni di sanità ospitate nelle case del paese.

## Storia
Il cimitero nacque accanto a quello civile del paese, a sud dell'abitato, e prese inizialmente il nome di "cimitero della brigata Salerno" a motivo dei numerosi caduti di questa brigata che vi furono inizialmente sepolti nei primi mesi del 1915, quando i suoi reparti vennero ripetutamente lanciati all'attacco delle posizioni di monte Sleme, monte Mrzli e monte Vodil, facenti parte delle opere difensive austroungariche della cosiddetta testa di ponte di Tolmino. La grande quantità di cadaveri che vennero inizialmente inumati nel nuovo cimitero di Kamno fece sì che le prime sepolture non fossero curate e ordinate, ma solo gigantesche fosse comuni riempite man mano di terra e calce.
Col tempo il cimitero divenne più curato e arrivò ad ospitare fino a 1876 sepolture di soldati italiani e 27 sepolture di soldati austriaci, probabilmente raccolti morenti o prigionieri e deceduti in mani italiane.
Nei primi mesi del 1916, a ridosso del lato a monte del cimitero, nell'angolo sud-est del camposanto, venne costruita dai soldati della brigata Emilia (119º e 120º fanteria) una lapide a ricordo dei propri commilitoni caduti e ivi sepolti.
Il 24 ottobre 1917, nel primo giorno della battaglia di Caporetto, presso Kamno si svolse un tentativo disperato di difesa del fondovalle dell'Isonzo che vide impegnato un battaglione del 147º reggimento fanteria della brigata Caltanissetta al comando del tenente colonnello Maurizio de Vito Piscicelli. Obiettivo del combattimento era quello di resistere alle prime puntate offensive tedesche provenienti da sud, dalla direzione di Tolmino, per dare il tempo alle truppe italiane impegnate sulla dorsale Sleme-Mrzli-Vodil di sganciarsi ordinatamente senza essere catturate in massa. Il combattimento per la difesa dell'abitato di Kamno fu molto duro e riuscì parzialmente nel suo intento. Nel combattimento, che si svolse anche a ridosso del cimitero, perse la vita il tenente colonnello Maurizio de Vito Piscicelli alla cui memoria venne decretata la medaglia d'oro al valor militare, l'unica assegnata per i combattimenti del 24 ottobre 1917, prima giornata della battaglia di Caporetto.
Per questo motivo, già nel primo dopoguerra, il cimitero assunse il nome di "cimitero Piscicelli".

## Il cimitero oggi
Con la costruzione del grande sacrario militare di Caporetto nel 1938 i piccoli cimiteri di guerra della valle dell'Isonzo vennero smantellati e le salme traslate nel grande sacrario. Il cimitero Piscicelli cadde in disuso e iniziò progressivamente ad andare in rovina. Le lapidi vennero tolte e i muri perimetrali distrutti. Rimangono oggi visibili solo alcuni tratti del vecchio muro di cinta e una delle entrate. Le colombaie per gli ossari vennero inglobati dalla vegetazione. Anche la grande lapide a ricordo dei caduti della brigata Emilia subì man mano i danni del tempo, in particolar modo col terremoto del Friuli del 1976, quando crollò parzialmente. 

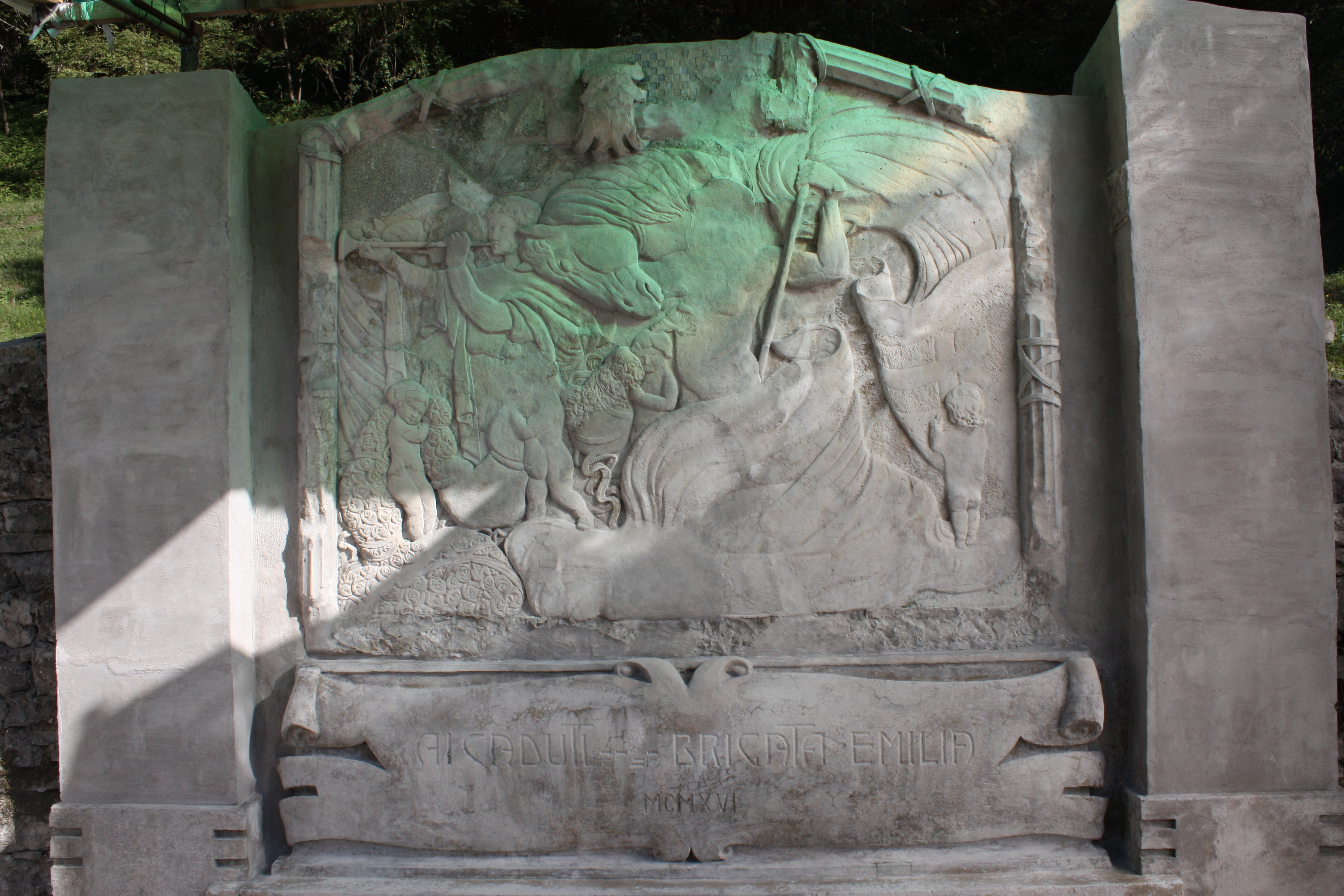
L'aspetto odierno della lapide dedicata i caduti della brigata Emilia del cimitero Piscicelli di Kamno dopo il restauro realizzato fra il 2016 e il 2018

Fra il 2016 e il 2018, con un progetto di crowdfunding, sono stati raccolti fondi per il restauro della lapide e per riportare alla luce la lavorazione in stile liberty della sua superficie. Il restauro è stato ultimato a settembre 2018 con il contributo di diverse associazioni culturali, d'arma e dalla famiglia Piscicelli. Il progetto è stato sostenuto dalla fondazione Pot Miru ed eseguito secondo i dettami della sovrintendenza alla belle arti slovena.